# Carro allegorico

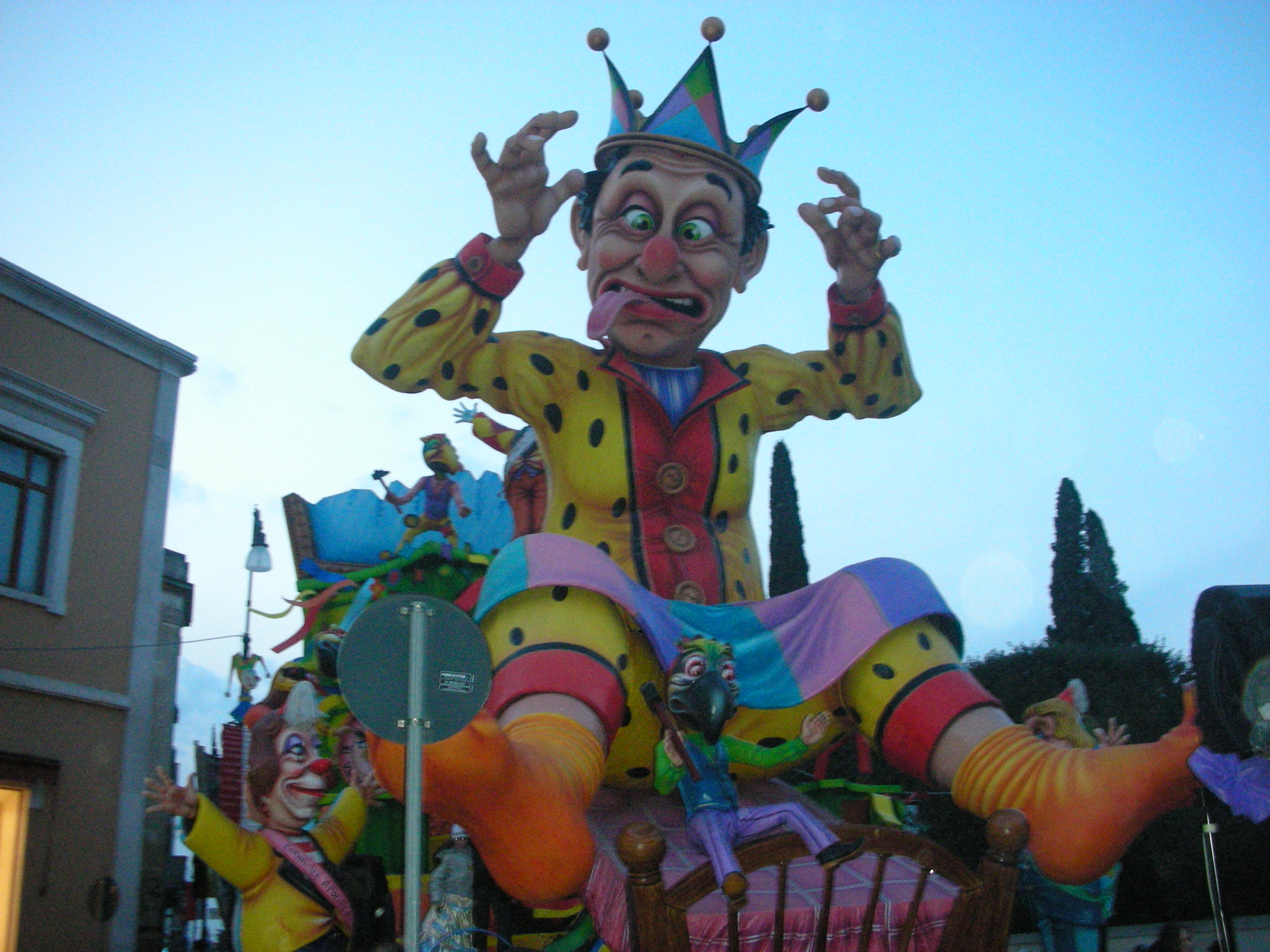
Un carro allegorico del Carnevale di Putignano del 2009

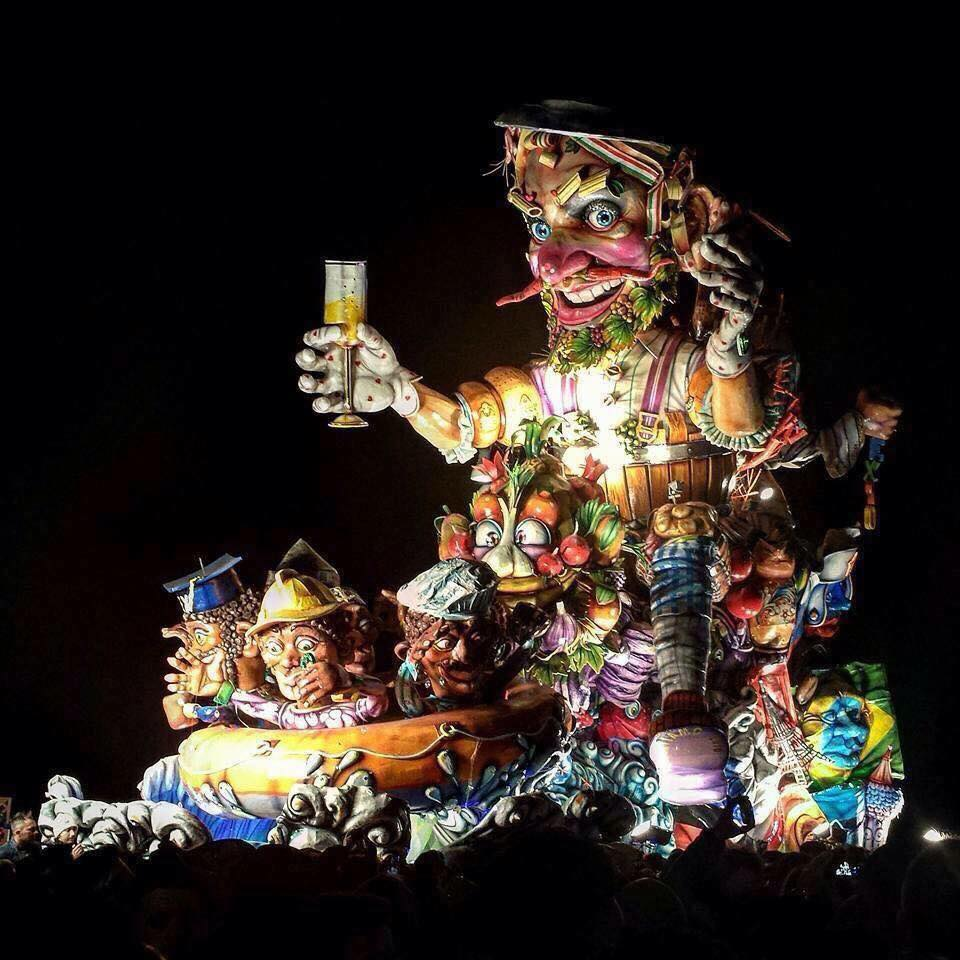
Carro del carnevale di Sciacca 2016

Un carro allegorico è un carro del tipo di "mansions" o "pageants" (ad uno o due piani arricchiti con tendaggi su cui venivano dipinte le scene) nei quali era possibile distinguere la figura allegorica di una divinità (come la Bellezza, la Grazia, la Giustizia, etc.) a volte seduta in trono.

## Descrizione
Vengono anche definiti “carri di bellezza”, e la loro usanza è ancora attiva in molte città o paesi italiani, con lo scopo di “abbellire” il corteo o la parata dove nel periodo di Carnevale vengono fatti sfilare carri allegorici sovrastati da figure costruite in cartapesta, che in genere rappresentano in maniera ironica alcuni eventi di attualità o temi di vario genere.